# Il marinaio del Gibilterra
Il marinaio del Gibilterra (The Sailor from Gibraltar) è un film del 1967 diretto da Tony Richardson.